# Jan Buijs (muziekmanager)
Johannes Casper A. (Jan) Buijs (27 februari 1940 - 4 mei 1985) was een Nederlands muziekmanager. Hij begon als manager van The Cats en werkte verder voor bands als Pussycat, Drukwerk en de George Baker Selection.

## Biografie
Buijs had verkering met de zus van Cats-gitarist Jaap Schilder en stond in Volendam beter bekend als 'Jan Tuf', een bijnaam die hem was opgeplakt omdat hij als kind altijd om een tuffee zeurde.
Buijs had in die tijd drie banen en verdiende daarom goed. In de begintijd van toen nog The Blue Cats ging hij op het verzoek van Piet Veerman en Arnold Mühren in om een versterker voor de band te financieren van 3.500 gulden. De versterker werd terugbetaald uit de verdiensten van de optredens van de band. Toen hij ook optredens wist te regelen, werd hij al snel aangesteld als manager van de band.
In die tijd was Cees Mooijer (Pluk) de drummer. Naarmate het succes toenam dreigde hij steeds vaker om de band te verlaten, totdat Buijs op zijn dreigement inging en hem vroeg: "Oké, wat moet dat drumstel opbrengen?" Nadat Mooijer antwoordde dat het drumstel 350 gulden waard was, rekende Buijs het bedrag direct contant af, waarmee het ontslag van Mooijer bezegeld was. De vervanging door Theo Klouwer was al snel rond, omdat hij hem met de bandleden al had voorbesproken.
Buijs had er aanvankelijk nog een baan bij Bureau Holland naast, dat later opging in het theaterbureau Holland/Telstar. Hier werkte John Drogtrop met wie hij later voor zichzelf begon. Nadat zijn zes jaar jongere broer, Jaap, hersteld was van een ernstige maagbloeding, kwam Jaap op verzoek van hun moeder bij Jan werken.
Later gingen de twee broers samen verder onder de naam Artiestenbureau Volendam, dat een begrip werd in de Nederlandse muziekwereld. Hun bedrijf verplaatsten ze van Haarlem naar de ouderlijke woning in Volendam. Vanaf dat moment waren de broers onafscheidelijk wat geregeld tot verwarring leidde, mede omdat ze op dezelfde dag jarig waren en gelijkende voorletters hadden (J.C.A en J.S.A).
Het succes van The Cats trok ook andere bands aan en in de erop volgende jaren manageden de broers meer bekende bands, zoals Pussycat, Drukwerk, George Baker Selection, de Dizzy Man's Band en Unit Gloria. De artiesten in hun stal behaalden samen meer dan honderd gouden platen. Van de singles One way wind (The Cats) en Una paloma blanca (George Baker Selection) werden elk meer dan één miljoen exemplaren verkocht. Verder openden ze een winkel in hifi-apparatuur en videofilms. Een inval van de FIOD begin jaren tachtig werd het bedrijf bijna fataal.
In 1985 werd Buijs getroffen door een ernstige ziekte, waaraan hij 4 mei van dat jaar overleed. Hij liet een vrouw en vier jonge kinderen achter.